# Seaton (Kornwalia)
Seaton – wieś w Anglii, w Kornwalii. Leży 87 km na wschód od miasta Penzance i 325 km na południowy zachód od Londynu.